# Судаков, Вадим Борисович
Вадим Борисович Судаков (14.04.1930 — 2017) — советский и российский инженер-гидротехник, доктор наук , создатель ряда работ и изобретений.
Вадим Судаков является одним из крупных ученых СССР и Российской Федерации в области гидротехники и гидротехнических сооружений.

## Биография
Родился в 1930 году в Ленинграде в дворянской семье Бориса Владимировича Судакова (1891 г.р.) и его жены Марии Алексеевны (1898 г.р.).
Дед Вадима Судаков Владимир Владимирович был владельцем фотоателье в доме № 5 на Съезжинской улице г. Санкт-Петербурга.
Вадим вырос в г. Ленинграде. Окончил Политехнический институт и устроился на работу во ВНИИГ им. Б. Е. Веденеева, где и проработал большую часть своей жизни разработав многие труды по гидротехнике.
По окончании в 1954 г. Ленинградского Политехнического института Вадим Судаков был приглашен на работу во ВНИИГ им. Б. Е. Веденеева, где до 1964 г. выполнил ряд исследований бетонов для различных гидротехнических сооружений, главные из которых — изучение закономерностей формирования и изменения с течением времени структуры и основных свойств гидротехнических бетонов в зависимости от их составов, примененных цементов и добавок, условий твердения и т. д.
Здесь В. Б. Судаков проявил себя как талантливый экспериментатор и аналитик. Впервые было установлено, что технические свойства гидротехнического бетона (прочность, водонепроницаемость, морозостойкость и деформативные характеристики) изменяются с течением времени твердения в резко различной степени. Были разработаны и введены в нормативные документы (ВСН, ГОСТы) правила учёта этих изменений при проектировании и строительстве бетонных плотин. Дальнейшие натурные наблюдения и исследования подтвердили правильность и большую экономическую эффективность принятых технических решений.
В 1964-74 гг. В. Б. Судаков руководил Центральной строительной лабораторией УС «Нарынгидроэнергострой», где активно участвовал в создании Токтогульского метода послойного бетонирования массивных сооружений и стал главным разработчиком принципов и правил технологии укатанного бетона. Метод возведения бетонных плотин слоями-блоками толщиной 0,3-1,0 м с поверхностным охлаждением дал возможность резко увеличить их площадные размеры и выполнять все технологические операции мощными высокопроизводительными машинами. Использование для внутренней зоны массивных плотин особомалоцементных жестких бетонных смесей, уплотняемых укаткой, ещё более усилило эффективность технологии, так как укатанный бетон способен воспринимать строительные нагрузки сразу после его укладки и уплотнения.
Переход к технологии послойного бетонирования явился поворотным моментом в развитии плотиностроения, кардинально изменившим затраты и темпы строительства плотин и гидроузлов, уменьшив их в 1,5-2 раза. Метод получил мировое признание; число таких плотин в мире превышает 400, в нашей стране — плотины Ташкумырской ГЭС высотой 70 м (1985 г.), Бурейской ГЭС высотой 140 м (2011 г.), другие сооружения.
Высокая надежность и безопасность таких плотин убедительно доказана тем, что некоторые из них перенесли 8-9-бальные землетрясения без каких-либо повреждений — плотины Токтогульской ГЭС высотой 215 м, Курпсайской ГЭС высотой 113 м, Ахурянской ГЭС высотой 56 м, — в то время как расположенные вблизи них города Суусамыр и Спитак были разрушены практически полностью.
В 1965 г. В. Б. Судаковым впервые применены комплексные добавки поверхностно-активных веществ для обеспечения однородности и нерасслаиваемости бетонных смесей при их перевозках на расстояния до 50 км. Основываясь на этом, был разработан каскадный метод строительства гидроузлов с организацией массовых перевозок бетонных смесей на расстояния 20-50 км. Самым крупным объектом при практической реализации этого метода стала Курпсайская ГЭС с гравитационной плотиной высотой 113 м. Бетонные смеси для сооружений этого гидроузла, приготовленные на бетонном заводе Токтогульской ГЭС с регулирующими их свойства добавками, круглогодично транспортировались автосамосвалами на расстояние 40 км. Так было перевезено около 1 млн3 бетона. В результате был предельно сокращен подготовительный период, и создание гидроэлектростанции мощностью 800 МВт было завершено за 5 лет. Затраты на её строительство окупились за 1 год. Вслед за этим были осуществлены массовые перевозки бетонных смесей — на 20 км (Саяно-Шушенская ГЭС — Майнская ГЭС), 30 км (Рижская ГЭС — Кегумская ГЭС) и др.
В 1974 году вернувшись во ВНИИГ, В. Б. Судаков на протяжении 20 лет возглавлял лабораторию технологии бетона института. Под его руководством для гидроузлов страны успешно разрабатывались технологические правила приготовления и рационального использования бетонов с учётом режимов эксплуатации объектов и природных условий. Продолжались поиски и исследования эффективных добавок к бетонам, позволяющих целенаправленно изменять структуру и свойства бетона; значительно расширился арсенал добавок. Была успешно решена трудная, но крайне важная для нашей страны проблема — разработана технология бетонов, способных без повреждений ежегодно выдерживать до 1000 смен замораживаний-оттаиваний, и создана система определения нужного уровня морозостойкости бетона гидротехнических конструкций.
В. Б. Судаков является одним из основателей отечественной базы строительства и эксплуатации больших бетонных плотин в районах с суровым и особо суровым климатом . Результаты его научных и инженерных разработок внедрены при проектировании и строительстве Братской, Зейской, Красноярской, Усть-Илимской, Саяно-Шушенской, Бурейской ГЭС, при возведении бетонных плотин Ташкумырского (Киргизия), Андижанского (Узбекистан), Ахурянского (Армения), Бурейского, Кировского, Курпсайского, Токтогульского и других гидроузлов.
Имя В. Б. Судакова известно за пределами страны. Его приглашали как эксперта-консультанта высшего класса при возведении и эксплуатации плотин Плейкронг и Шон-Ла во Вьетнаме, Коусар и Джигин в Иране, Котешвар в Индии и др.
Результаты разработок, выполненных под руководством В. Б. Судакова и им лично, отражены в многочисленных статьях (около 400) и 10 монографиях, из которых наиболее известны «Морозостойкость бетонов в разном возрасте» (1964), «Рациональное использование бетона в гидротехнических сооружениях» (1976), «Токтогульский метод бетонирования массивных сооружений», «Современные методы возведения бетонных плотин» (1973, 1988, в соавторстве Л. А. Толкачев). Предложенные технические решения включены во все нормативные документы по технологии бетонных работ (ВСН, ГОСТы, СНиПы, стандарты организаций). В. Б. Судаков автор и соавтор 33-х изобретений, широко применяемых в отечественной и мировой гидротехнике.
В. Б. Судаков награждён орденом Трудового Красного Знамени, медалями ВДНХ, Дипломами академии архитектуры и строительных наук и ОАО «РусГидро», удостоен званий Отличник энергетики и электрификации СССР, Почетный энергетик и др.
Выдающийся ученый, Вадим Борисович находился в постоянном научном поиске. Он был членом Ученого Совета ВНИИГ им. Б. Е. Веденеева, а с 1971 года членом бюро Российского национального комитета международной комиссии по большим плотинам (МКБП). Глубокая научная эрудиция, высокая самоотдача снискали ему заслуженный почет и уважение, а убедительная простота общения и активная жизненная позиция помогали окружающим его коллегам и друзьям уверенно смотреть в будущее.

### Семья
Первая жена — Савельева Ирина Борисовна, инженер и участник музыкального ансамбля (игра на синтезаторе), дочь известного композитора Савельева Бориса Владимировича.
Сын — Дмитрий (18.10.1955-14.02.2000 гг.)
От второго брака — дочь Татьяна.
От третьего — сын Борис.

## Перечень работ, патентов и изобретений
- «Теоретические и экспериментальные основы и опыт рационального использования бетона в гравитационных плотинах : автореферат дис. … доктора технических наук : 05.23.07;05.23.05 / ВНИИ гидротехники. — Санкт-Петербург», 1996. — 50 с. Тема: Гидротехническое и мелиоративное строительство. Специальность: Строительные материалы и изделия[6].
- «Современные методы бетонирования высоких плотин [Текст] : учебное пособие для гидротехн. спец. вузов» / В. Б. Судаков , Л. А. Толкачев. — Москва : Энергоатомиздат, 1988. — 254, [2] с. : ил. — Библиогр.: с. 252—255. — ISBN 5-283-01960-8 : Б. ц. ББК 38.772. Рубрики: Плотины высокие—Бетонирование—Учебники и пособия
- «Токтогульский метод бетонирования массивных сооружений [Текст]» / Л. А. Толкачев, В. Б. Судаков. — Москва : Энергия, 1973. — 160 с. : ил. — (библиотека гидротехника и гидроэнергетика; вып. 32). — Список лит.: с. 155—158 (62 назв.). — 1.500 экз.. — Б. ц. РУБ 6С6.3 Рубрики: Плотины—Бетонирование. Бетонные работы
- Изобретатель Судаков Вадим Борисович является автором следующих патентов:
- Патент 2272866 — Сталежелезобетонный турбинный напорный водовод[7]
- Патент 2384667 — Способ возведения массивных бетонных плотин в суровых климатических условиях[8]
- Патент 2392374 — Способ ремонта бетонных и железобетонных гидротехнических сооружений и конструкций в зоне переменного горизонта воды[9]